# 山田邦子
山田 邦子（やまだ くにこ、1960年〈昭和35年〉6月13日 - ）は、日本のお笑いタレント、漫談家、女優、司会者、作詞家、小説家。日本喜劇人協会会長。アスリート・マーケティング所属。愛称は「邦ちゃん」。

## 来歴

### 芸能界デビュー
東京都荒川区東尾久八丁目の社宅に、兄・弟と両親による5人家族の長女として生まれる。幼稚園に入る前に江東区森下町の母の実家に家族で転居し、祖父母が以前経営していたアパートを1つの大きな家に改造して家族、祖父母、母の兄妹という大所帯となって暮らし始めた。
川村中学校・高等学校在学中、在校生を相手にものまねを披露して学校中の人気者となる。一方、同級生と漫才コンビ「のりこ・くにこ」を結成し、両方がボケとツッコミを行う「Wボケ」スタイルの漫才にも勤しむ。学校行事の度にネタを作って披露したほか、休日には井の頭公園の野外ステージに上がり、一般の観衆を相手に漫才やものまねを繰り広げた。
1979年、川村短期大学（現：川村学園女子大学）に入学。相方と一緒に早稲田大学寄席演芸研究会に入部し、学生漫才師として活動しつつ、落語家を目指して「可愛家マッハ」の芸名を名乗る。当時は5代目三遊亭圓楽の熱烈なファンで、通っていた短大の真裏には5代目柳家小さんの邸宅があった。しかし落語家には向いていないと悟り、同芸名のまま漫談に才能を発揮していく。『TVジョッキー』（日本テレビ）や『クイズ・ドレミファドン!』（フジテレビ）、『ひるのプレゼント』（NHK総合）など数多くの素人参加番組に出演。『タモリの突撃ナマ放送』（東京12チャンネル、現：テレビ東京）では5週勝ち抜き、とんねるずとともに素人参加番組の常連として名を馳せた。
『笑ってる場合ですよ!』火曜日のツービートが担当した人気コーナー「ブスコンテスト」に応募し、オーディションで目を付けられ、素人勝ち抜きコーナー「お笑い君こそスターだ!」に出場。ここで持ちネタであるバスガイドのネタを披露し、チャンピオンの座に手をかけた。1981年にバスガイドネタの『邦子のかわい子ぶりっ子（バスガイド篇）』でレコードデビューし、「右手をご覧ください、一番高いのが中指でございます」などのギャグで人気を博す。1981年の流行語「ぶりっ子」は、山田がギャグに使ったことから一般的な流行語になったとされる。
会社員である父は娘の芸能界入りに反対していたため、関口宏が懸命に父を説得したという逸話がある。父親は関口の父・佐野周二の立教大学での後輩で、関口とももともと面識があったため、「（関口）宏が言うなら」と折れたという。邦子自身も中学生のころに一度、関口の実家に訪れたことがある。芸能界デビュー前に関口が司会の『クイズ100人に聞きました』（TBS）に家族で挑戦し、予選で敗退している。関口とはのちに『野々村病院物語』（TBS）などで共演することになる。
いわゆる漫才ブームに付随する形で巻き起こったお笑いブームの潮流に乗り、若手有望株として大きな注目を集め始めた。

### 「唯一天下を取った女性ピン芸人」
1981年、ドラマ『野々村病院物語』（TBS）で女優デビュー。やがてお笑いタレントへの比重を移し、『オレたちひょうきん族』（フジテレビ）にはレギュラー初回から出演。それまではフリーランスとして活動していたが、フジテレビプロデューサー・横澤彪の提案で太田プロダクションに所属する。「ひょうきんベストテン」では主に薬師丸ひろ子（のちに天久美智子、現：あめくみちこに交代）や欧陽菲菲、島倉千代子、松任谷由実、鈴木聖美などを演じ、担当コーナーである「ひょうきん絵かき歌」は大ヒット企画になった。
1982年にはツーツーレロレロ時代の大森うたえもんと交際し、マネージャーやビートたけしとも噂になるなど、恋愛関係でも話題を提供した。
1985年2月には、女性でありながら丸刈りの坊主頭になり話題となった。坊主頭にした理由について、当時はストレスから円形脱毛症に悩んでいたためと報じられたが、実際には出演していた時代劇の撮影でかつらをかぶりやすくするためだったという。また、忙しさのあまり、番組ごとのヘアメイクにかける時間すらもったいないとの理由もあった。
当時同じく太田プロダクションに所属していたたけしがフライデー襲撃事件（1986年）で逮捕され芸能活動を自粛していた時期は、たけしの代役として『スーパーJOCKEY』や『天才・たけしの元気が出るテレビ!!』（日本テレビ）で司会を務めた。『オレたちひょうきん族』では出演当初からコーナーを持つ唯一の女性出演者でありながらも、刺激的な収録現場の中でプレッシャーを感じることはなかった。しかし、自身がたけしの代役を務めることが歓迎されないアウェイな空気の中に身を置いたことで、初めて仕事にプレッシャーを感じたという。
この頃、多くのレギュラーを抱えたことに感謝の念を抱く一方で、収録に追われて徐々に睡眠時間がなくなっていく。自宅近くのジャズバーに行く時間が癒やしの時間だったが、それでも一時は疲労とストレスで死の衝動に襲われ、警察の担当部署に電話をかけて悩みを聞いてもらうこともあった。
その後、『クイズ!年の差なんて』（フジテレビ）や『MOGITATE!バナナ大使』（TBS）などの出演番組が人気になると同時に、『邦ちゃんのやまだかつてないテレビ』（フジテレビ）や『邦子がタッチ』（テレビ朝日）など自身の名前が入った冠番組を持つようになる。1988年から1995年まで、NHK「好きなタレント調査」において8年連続で第1位となり、好感度タレントの代名詞ともなった。全盛期にはテレビ番組のレギュラーを週14本抱え、民放の各キー局に山田専用の「仮眠室」があったと自称している。1989年公開の映画『魔女の宅急便』（宮崎駿監督）では、松任谷由実作詞・作曲の主題歌を山田が覆面歌手となって松任谷風に歌うというアイデアも存在した。
1991年、『邦ちゃんのやまだかつてないテレビ』から誕生した、当時人気の女性デュオ・Winkのパロディユニット「やまだかつてないWink」名義で歌手として活動。『“T” intersection』『さよならだけどさよならじゃない』の2曲の作詞を自ら手がけた。『さよならだけどさよならじゃない』は発表からしばらく卒業式のテーマソングの定番となるほどの大ヒットとなった。
1990年には『あっかんベーゼ』（太田出版、文庫版：角川文庫）で小説家としてデビュー。1991年に出版した2作目の『結婚式』（太田出版、文庫版：幻冬舎文庫）は発行部数40万部を超えるベストセラーとなった。その後も、「恋愛」「結婚」「女性」などを主題とした小説を多数出版している。
1994年、リカちゃん人形に関する著書『私のリカちゃん』（集英社）を発表。さらに同年、タカラから『リカちゃんのおともだちクニちゃん』という山田を模した人形も発売された。原宿にはタレントショップの「クーニーズ」を出店したが、のちに火事で全焼している。
ゴールデンタイムで冠番組を持った女性ピン芸人は山田以外皆無だという声もあり、芸能界あるいは放送業界では女性で唯一天下を取ったお笑いタレントと評する向きもある。

### バッシング報道と冠番組の打ち切り
1992年、高視聴率だったにもかかわらず『邦ちゃんのやまだかつてないテレビ』が突然打ち切りとなった。これは表向きではフジテレビ会長・鹿内宏明の指示の下、ゴールデンタイムの音楽番組の復活を狙ったものと説明されているが、実際は番組レギュラーを頻繁に変更するスタッフに山田が腹を立て、「一緒に頑張ってきたメンバーを簡単に降板させるのはおかしい」と意見し、メイン司会者の自らも番組降板を申し出たためだという。
1995年には昼の帯番組『山田邦子のしあわせにしてよ』（TBS）がスタート。1990年代当時、TBSの昼の帯番組は全般的に不調だったが、『しあわせにしてよ』もまた裏番組である『午後は○○おもいッきりテレビ』（日本テレビ）や『森田一義アワー 笑っていいとも!』（フジテレビ）を追い抜くことはできず低視聴率となる。露出過多が原因となって山田の担当番組の視聴率が低下するとともに、これまで好感度ナンバーワンだったことの反動としてバッシングが起こる。NHK大河ドラマ『八代将軍吉宗』（1995年）においては、吉宗の生母・浄円院を演じた。浄円院は農民の出という説もあるため、庶民的なタレントだった山田が選ばれたが、視聴者からは「違和感がある」という反応が多かったとされ、典型的なミスキャストと評する向きもある。これがバッシングの発端となった。
その後も、1995年夏から秋にかけて週刊誌のバッシング記事が続き、12月には写真週刊誌『FOCUS』（新潮社）でテレビ制作関係者との恋愛スキャンダルが報道され（のち2000年1月に結婚）、芸能リポーターから執拗に追い回されることになった。この際、芸能リポーターの井上公造からの質問に対して山田が「お前もてないだろう」「バカじゃないの」と罵倒するシーンがワイドショーで放送された。
1996年発表の1995年度NHK「好きなタレント調査」では好感度1位だったものの、1997年発表の1996年度調査では6位、1997年度は14位とランクが急落した。
次第にテレビへの露出が減少し始め、1997年の同時期に『山田邦子のしあわせにしてよ』と『邦子がタッチ』が打ち切られたことで冠番組も消滅する。太田プロダクションもお手上げ状態で八方塞がりの時期が続いたが、本人は時間に余裕ができたことで自分を見つめ直す心の余裕ができ、念願だった舞台の仕事や習い事を始めた。2006年には、かねてから親交のあった評論家の吉武輝子からの誘いで、市民団体「戦争への道を許さない女たちの連絡会」に加入する。

### 乳がん発覚と闘病
2007年4月、『最終警告!たけしの本当は怖い家庭の医学 スペシャル』（ABCテレビ）にゲスト出演。同番組内での乳がん自己検診の際、胸に違和感を覚え、その後乳がんが左右の胸にあることが発覚する。聖路加国際病院の乳腺外科（ブレストセンター）で2回の手術を経てがんをすべて摘出した。
同年6月、『最終警告!たけしの本当は怖い家庭の医学』レギュラー放送に出演し、乳がん摘出手術を済ませたことを告白。この乳がん罹患をきっかけにして、タレント活動の傍ら、がんに関わる啓蒙活動に積極的に参加するようになり、2008年4月にはがんに対する知識と理解を呼びかけるチャリティー団体「スター混声合唱団」を鳥越俊太郎らと結成。2008年から2010年まで厚生労働省「がんに関する普及啓発懇談会」委員を務める。2009年、NPO法人「リボン運動 がんの薬を普及する会」を結成し、代表理事に就任。同年3月にはNPO法人「キャンサーリボンズ」のシンボルソング『あなたが大切だから』を作詞・作曲した。
その一方で、「私は“職業：お笑い”だから。まあ、色んな仕事してるけどね。もう、本職だからさ。これはやめたくないね」と語るなど、お笑いに対して依然、強い情熱を持っている。太田プロダクションのお笑いライブ『月笑（ゲツワラ）』に不定期でゲスト出演してピン芸の新ネタを披露したほか、2019年3月まで放送された『日曜バラエティー』（NHKラジオ第1）の冠コーナー「邦子のなんなんでSHOW」でも新旧のネタを披露していた。
2010年10月、2011年春にアジア初上陸するブラジルのファッションブランド「カルメン・ステファン」のジャパンプロデューサーを担当することが発表された。
東北地方太平洋沖地震（東日本大震災）を受け、2011年3月に新宿駅前で街頭募金活動を行ったほか、4月にはラサール石井とともに津波で大きな被害が出た岩手県下閉伊郡山田町を訪問。11か所の避難所を回り、絵本やおもちゃ、現金などを配った。避難所では「山田だから山田町に来ました」と自己紹介し、被災者から笑いが起きる。5月にも山田町にある14か所の避難所を再び訪れ、4月訪問時に被災者からリクエストのあった電子レンジや扇風機、みかんを持って行った。その後も支援活動を継続し、2013年10月、「山田町復興ふるさと大使」に任命された。
2017年10月9日、女性お笑い芸人のコンテスト『女芸人No.1決定戦 THE W』に参戦することが明らかとなり、日本テレビを通じて「やる気925（クニコ）%! ワクワクしてます!」とのコメントを発表した。しかし、参加費の有無や参加する芸人の名前など、番組の詳細についての説明を受けていなかったことを理由に出場を辞退し、10月19日に更新したブログでは「やる気満々だったのに、ただ名前が宣伝に使われただけか。がっかりだ」と落胆した思いを吐露した。

### 太田プロからの独立
2019年4月27日、長唄の師匠・杵屋勝之弥とともに歌舞伎座の舞台に立ち、長唄杵勝会の名取として「杵屋勝之邦」（きねや かつのぶくに）の名を襲名した。長唄以外の活動については山田邦子の名義で続ける。同月29日、自身のブログに「39年所属しておりました太田プロダクションの事務所スタッフには誰ひとりも観てもらえなかったことがとても残念でした」と記し、名取の襲名披露公演に太田プロダクション関係者が誰も来訪していなかったことを明かした。
同年5月に発売された一部週刊誌では、太田プロダクションとの関係が悪化し、事務所からの独立を検討していると報じられる。一時は事務所残留への前向きな姿勢も見せていたが、6月30日に太田プロダクションとのマネージメント契約を終了した。フリーランスの期間を経て、2020年1月20日、スポーツ選手のマネジメントを専門とするアスリート・マーケティングに所属したことを発表した。
デビュー当時に親交のあった桂竹丸の誘いを受け、2019年5月以降、落語芸術協会の寄席に色物（ものまね漫談）として出演するようになる。2020年8月にはデビュー40年目にして初めて浅草演芸ホールの高座に上がり、2021年2月から3月にかけてはかつて『日曜バラエティー』で共演していた桂宮治の真打昇進披露興行にゲスト出演して口上を述べた。
2022年12月18日、上沼恵美子に続く史上2人目の女性審査員として『M-1グランプリ』決勝戦の審査員を務めた。翌年の『M-1グランプリ2023』決勝戦でも審査員を続投し、番組のエンディングで柔らかくも言い放った「さや香の最後のネタ、全然良くなかった」の一言は場の笑いを誘い、視聴者からも称賛を受けた。
2024年10月30日、一般社団法人日本喜劇人協会の第11代会長に就任したことを発表する。同年11月28日には博品館劇場で上演された会長就任記念旗揚げ公演『シン・おんな剣劇 仇討ち道中』で主演を務めた。

## 人物

### デビュー前
- 『キイハンター』（TBS）や『ザ・ガードマン』（TBS）などのスパイドラマが流行していた影響で、小学校低学年の頃はスパイになることを夢見ていた[2]。平日の午前中に学校を抜け出して自宅へ母親を偵察しに行ったり、町内の人間関係を監視して「スパイ手帳」に記録したりしていた[75]。
- 江東区立八名川小学校から編入した外部生だったにもかかわらず、川村中学校・高等学校では中学1年の一学期に学級委員に抜擢された[76]。部活動では水泳部に所属していたものの、ギター・マンドリン部や演劇部など他の部活動の助っ人として呼ばれて忙しくしていた[2]。
- 短大時代に学校に無断でテレビ出演した折、OGなどから学校に連絡を入れられた。このままでは退学処分を下されると思い、「これ（芸能活動）を職業にするので就職活動として認めてください」とダメ元でお願いしたところ、学校から芸能活動を許してもらえたという[2]。

### 父
建設会社の営業マンだった父にとても可愛がられ、子どもの頃は近所の演芸場にも連れてもらっていた。父は山田を心配するあまり、娘の門限を午後5時と決めて外泊も禁止した。頼み込んだ結果、高校の修学旅行だけは許可されたものの、当日父が「近くに用があったから」と京都の宿泊先まで会いに来るほど心配したという。短大卒業前に山田は父の縁故の建設会社から内定を受けていたが、ドラマ『野々村病院物語』（TBS）にスカウトされたことで就職を断り、芸能界入りを決めた。

### 交友関係
- ドラマ『野々村病院物語』（TBS）で共演した3歳年上の夏目雅子からは、妹のようにずいぶん可愛がってもらったという[2]。台本の読み合わせはもとより、プライベートでも化粧品や衣服の面倒を見てもらい、二人で電車に乗って宇津井健の自宅へ遊びに行ったこともあった[77]。
- ドラマ『野々村病院物語II』（TBS）や『ピンキーパンチ大逆転』（TBS）で共演した柏原芳恵とは番組終了後も友好関係を築き、旅番組や『日曜バラエティー』（NHKラジオ第1）などでも共演している[78]。
- デビューして数年目の頃、自宅が近所だったことから三木のり平の自宅に頻繁に出入りしていた。舞台をやりたいとの夢を語ったところ、のり平からは「舞台はテレビとは違うんだぞ。お客さんはチケットを買って来てくれるんだ。テレビみたいにただだから誰でも見てくれるってものじゃないんだよ。おまえなんか、舞台がやれるわけねぇだろ」などと厳しく忠言されることもあったが、そのことがのちに座長公演を行う際の心構えとして活きたという[79]。
- BOØWYを無名時代から高く評価し、『いきなり!フライデーナイト』（フジテレビ）のゲストに何度か彼らを呼んでいる[80]。ヴォーカルの氷室京介からは「邦子ちゃん」と呼ばれていた。
- 村下孝蔵のファンであり、互いに意気投合していた。テレビ出演が少なかった村下だが、『山田邦子のしあわせにしてよ』（TBS）などの山田が司会を務める番組には出演している。
- プロ野球千葉ロッテマリーンズの熱心なファンであり、毎年キャンプ地を訪れている。2010年2月にマリーンズの沖縄・石垣島キャンプを訪れた際は、内野手のキム・テギュンを気に入り、ホームランを打った際のパフォーマンスとして自分のバスガイドネタを勧めたり、日本での保護者になると伝えたという。韓国では日刊紙の毎日経済や京郷新聞など多くのメディアが報じた[81]。
- 森公美子と親友関係にあり、テレビ番組などで共演することも多かったが、2000年代以降は共演する機会が少ない。
- 小林すすむとは『オレたちひょうきん族』時代からの盟友であり、2012年5月、小林が極秘裏に入院した際にも本人から連絡を受けた。病院に見舞いへ訪れた際、小林から「誰にもいわないで。お見舞いに来てくれたりしたら、みんなのスケジュールが変わっちゃうから。迷惑がかかる」と言われたが、山田は「私にまかして」と応答し、小林が最後まで撮影に参加していた『踊る大捜査線』や『花より男子』の関係者に連絡した[82][83]。小林の治療費が高額だと聞いて『オレたちひょうきん族』メンバーからカンパを集めたものの、カンパを届けようとした日に小林は死去。山田が病院に到着する直前に小林は息を引き取り、その後、ラサール石井、明石家さんまも病院に到着したという[84]。5月30日に開かれた「偲ぶ会」では司会を務め、報道陣を前に「すーちゃんは大親友だった。友達が死ぬってすごくつらいね」「名脇役としてとてもいい役がついて、出始めた時だったのに、残念です。温かくて、頑固で、優しい人だった」などとコメントした[85][86]。
- 笑福亭笑瓶とは公私ともに仲が良かった[87]。グアムやハワイ、日本全国を一緒に訪れ、喧嘩の仲裁をしてもらったこともあったという[88]。2023年7月に営まれた笑瓶の告別式では、『MOGITATE!バナナ大使』（TBS）でともに共演し、プライベートでも共通の友人だった髙嶋政伸から預かった手紙を代読して棺の中に入れた[89]。
- 大嫌いな芸人として横山やすし、有吉弘行、田代まさしの3人を挙げている。やすしからは大阪の番組に出演する予定でメイク室に入っていた際にいきなり「ぶっ殺したるわ」と言われ、殺されたくないと思った山田は収録をすっぽかして東京に逃げ帰ったという[90]。有吉からは太田プロを辞めて独立する際に「根性なし」と噛みつかれたことが未だに気に食わないという[90]。田代については、田代が覚醒剤絡みで何度も逮捕されている経緯から「出てくるたびに応援しようと思うんだけど」とその複雑な心境を明かしている[90]。
- 仕掛け人として参加した『水曜日のダウンタウン』（TBS）の企画「しんどい先輩芸人からYouTubeでコラボしたいと言われた時の断り方ムズい説」で共演したことがきっかけで、鬼越トマホークと親交を深めている。同企画で鬼越トマホークは山田とのコラボを快諾したため番組内では失格・コラボ不成立となったが、後日、番組とは無関係にそれぞれのYouTubeチャンネルでコラボ動画を配信した[91]。その後もプライベートで交流を重ねたり[92]、共同の冠番組『鬼越邦子のいけにえテレビ』（BSよしもと）で共演したりと昵懇の仲にある[93]。また、『水曜日のダウンタウン』の同企画で最後まで山田とのコラボを拒み、コラボを強制されたマテンロウ・アントニーとも地元が近いことから意気投合し、それぞれのYouTubeチャンネルで続編のコラボ動画を配信している[94]。

### 「パイズリ」
- 「パイズリ」という言葉を自らが考案したと主張している[95]。「パイズリ」という言葉は「おっぱい」と「センズリ」の両単語をかけ合わせて作られた。もともと山田は「センズリ」という単語を知らなかったが、20代半ばに芸能界の先輩との猥談で知ったという[95]。ただし、「パイズリ」という単語自体は1960年末の時点でトルコ風呂（現：ソープランド）のサービス名として使われており[96]、1970年代には男性週刊誌などのトルコ風呂関連の記事でも使われていた。
- このほか芸として「言葉遊び」を得意にしていたため、「ぶりっ子」「マルチ（タレント）」などの言葉も考案、もしくは広めた[97][15]。

### 宇都宮餃子像

宇都宮市「餃子像」

- 『おまかせ!山田商会』（テレビ東京）の番組内企画を通して、「宇都宮餃子像」建立を提案した[98]。
- 2008年10月6日、新しい設置場所への移転作業中に宇都宮餃子像が真っ二つに割れる事故が発生する。宇都宮餃子像はその後修復され、同年10月30日に催された移転式典には山田も出席した[99]。
- 浜松餃子に対して一定の評価を下しつつも、「宇都宮餃子会永世伝道師」として「宇都宮市餃子消費量日本一奪還推進委員会」の委員を務める[100]。

### 趣味・嗜好
- 少女時代は西城秀樹のファンだったという[101][102]。また同学年の田原俊彦の大ファンであることも公言、番組でも何度か共演した[103][104]。
- スイカが好物であり[105]、1990年代を中心に、自らの番組でスイカをモチーフとしたスタジオセットやタイトルデザインを多用した[106]。『涙のスイカ日記 （夏ヴァージョン）』という曲を作詞・作曲したこともある。
- 祖父の影響で始めた釣りが趣味で、スポーツ報知では『山田邦子 釣りウキウキ』という連載を受け持っている。鯛やシロギス釣りなどを得意とする。釣りの「師匠」は賀川黒之助である[107]。
- プロレス観戦が趣味の一つであり[注釈 3]、中でもウルティモ・ドラゴンのファンである[110]。自身の誕生日会やクリスマスパーティーにもウルティモ・ドラゴンを招待している[111][112]。このほか、永田裕志とも親交がある[113][114]。2017年にはプロレスリング・ノアとのコラボ興行「やまだかつてないNOAH」を開催し[115]、乳がん手術から10年の快気祝いとした。2019年には自身のプロデュースでプロレスをテーマにした舞台演劇『水木英昭プロデュース 山田邦子の門』を開催し[116][117]、長州力や藤原喜明、丸藤正道など親交のあるプロレスラーが観客として来場した。その後もプロレスリング・ノアとは実況中継のゲストに招かれるなど交流を保っている。
- ドライブが趣味である。小堺一機から「車の運転を自分でしてから行動範囲が広がった」と聞かされたことをきっかけに、時間に余裕ができた37歳の時に運転免許を取得した[118]。そのため、1990年から1992年まで制作された3代目スバル・レックス（後期）のCMには山田自身が運転するシーンが一切ない。

### 山田邦子の日
- 9（く）・2（に）・5（こ）＝「邦子」と読む語呂合わせから、2015年9月25日、一般社団法人日本記念日協会は9月25日を「山田邦子の日」と認定した[119]。9月25日を記念日として申請したのは山田と親交がある丸藤正道の後援会長で、ピンクリボン（乳がん検診啓発運動）のチャリティーイベントとしての役割も担っている[120]。
- 2017年9月21日に開かれた「山田邦子の日」記念パーティーには、丸藤のほか、服部真湖、津田英佑、神田聖子、アレクサンダー大塚、進藤学、サイクロンZら約150人が参加した。パーティーに出される料理には山田の好きなスイカがふんだんに使われ、スイカソースの肉料理やスイカをかたどったケーキなどが並んだ[121]。
- 2018年以降も毎年9月25日には「山田邦子の日」を記念する「925の会」が開催されており、山田の友人やファンらが大挙して参加している。「925の会」の会場はホテル、浅草花やしき[122]、浅草フランス座演芸場東洋館[123]、芦ノ湖、塩原温泉、クルーズ客船などで[124]、年度によっては泊りがけの日程となることもある[125]。

## 出演

### 現在の出演番組

#### テレビ番組
レギュラー
- 痛快!買い物ランドSHOPJIMA（テレビ東京ほか）

スペシャル番組・不定期出演
- 〜週刊シティプロモーション〜ご当地サタデー♪（J:COMチャンネル）
- よじごじDays（2018年4月19日 - 、テレビ東京） - 不定期ゲスト
- 鬼越邦子のいけにえテレビ（2024年3月17日 - 、BSよしもと）
- ドっとコネクト（2024年4月13日 - 、関西テレビ） - 不定期コメンテーター

#### ラジオ番組
レギュラー
- 邦子と丸藤のやまだかつてないラジオ（2021年9月28日 - 、渋谷クロスFM） - パーソナリティ

### 過去の出演番組

#### テレビ番組
レギュラー番組
- 笑ってる場合ですよ!（1980年10月1日 - 1982年10月1日、フジテレビ）
- オレたちひょうきん族（1981年10月10日 - 1989年10月14日、フジテレビ）
- もんもんドラエティ（1981年10月15日 - 1982年6月18日、テレビ東京） - ブス猫 / ブリ子 役
- ピンキーパンチ大逆転（1982年4月1日 - 9月30日、TBS）
- わっ!!ツービートだ（1982年4月28日 - 9月、日本テレビ）
- パリンコ学園No.1（1982年10月7日 - 1983年3月31日、TBS）
- びっくり世界一（1982年10月11日 - 1983年2月28日、テレビ東京） - 司会
- 恋はショッキング!（1983年12月18日 - 1984年3月25日、日本テレビ） - 司会 ※同局放送の『ヒット'76〜'79』のリバイバル版
- ゴリラのいけにえ（テレビ東京） - 司会
- あんたが出番!面白Q（1984年4月2日 - 6月15日、TBS） - 司会
- SHARPワールドクイズ・カンカンガク学（1984年4月6日 - 1985年6月28日、日本テレビ）
- わかるかな?ワールドジェスチャー（1984年4月12日 - 9月27日、TBS）
- NEWスタージャック!（1984年4月16日 - 8月27日、テレビ東京）
- クイズとっても偉人伝（1984年4月18日 - 5月23日、テレビ東京）
- 面白アニメランド（1984年10月25日 - 1985年6月27日、テレビ東京） - 司会
- EXPOスクランブル（1985年3月18日 - 9月16日、TBS） - 金曜日レギュラーMC
- スター爆笑Q&A（1985年4月 - 1986年3月、読売テレビ）
- 全日本そっくりショー（1985年4月17日 - 6月26日、テレビ東京） - 司会
- マンガ人間報復Z!!（1985年7月13日 - 10月12日、テレビ朝日）
- 健康いきいきワイド!!（1985年10月4日 - 1986年3月28日、日本テレビ） - 司会
- 本気でライバル（1985年10月11日 - 1986年3月28日、フジテレビ） - 山田チームキャプテン
- クイズ データとこ勝負!!（1985年10月14日 - 1986年3月24日、テレビ東京） - 司会
- いきなり!フライデーナイト（1986年4月4日 - 1989年9月29日、フジテレビ） - 司会
- TONでネットワーク（1986年4月18日 - 9月26日、テレビ東京） - 司会
- スーパージョッキー（1986年12月21日 -1987年7月5日、日本テレビ） - ビートたけしがフライデー事件で休養中に代理司会
- 天才・たけしの元気が出るテレビ!!（1986年12月28日 - 1987年7月12日、日本テレビ） - 同上
- ギブUPまで待てない!!ワールドプロレスリング（1987年4月7日 - 9月、テレビ朝日） - 司会
- ワールドクイズ ザ・びっくり地球人!（1987年4月11日 - 1988年3月26日、日本テレビ）
- ニッポン快汗マップ ガムシャラ十勇士!!（1987年10月9日 - 1988年3月25日、日本テレビ）
- スター生たまご・邦子のいまドキ芸能界 → 邦子のスター生たまご（1988年4月3日 - 1989年3月26日、読売テレビ） - 司会
- 邦子のタッチ・みー!（1988年10月2日 - 1989年、TBS） - 司会
- 邦子の珍獣怪魚大図鑑（テレビ東京） - 司会
- クイズ!年の差なんて（1988年10月26日 - 1994年9月8日、フジテレビ） - 司会
- MOGITATE!バナナ大使（1989年4月7日 - 1995年10月13日、TBS） - 司会
- 邦ちゃんのやまだかつてないテレビ（1989年10月18日 - 1992年3月25日、フジテレビ） - 司会
- ビデオあなたが主役 → 邦子と徹のあんたが主役（1990年10月16日 - 1996年9月26日、テレビ朝日） - 司会
- コケッコ?!（フジテレビ） - 司会
- 山田邦子の旅くらぶ（1990年10月21日 - 1991年12月22日、日本テレビ） - 司会
- 女はダバダ…（フジテレビ） - 司会
- ぷるるんクニクニ島（1991年4月11日 - 9月19日、TBS） - 司会
- ザ・ラスベガス（1991年10月20日 - 1992年9月6日、日本テレビ）
- クニーズへようこそ（テレビ朝日） - 司会
- 突然バラエティー速報!!COUNT DOWN100（1992年10月17日 - 1993年3月27日、TBS） - 司会
- カモナ・マイハウス!（フジテレビ） - 司会
- 邦子がタッチ（1993年4月3日 - 1997年3月29日、テレビ朝日） - 司会
- 関口・邦子のびっくりトーク ハトがでますよ!（1993年4月12日 - 1995年9月11日、読売テレビ） - 司会
- TVジェネレーション（1993年4月15日 - 1994年3月24日、TBS） - 司会
- おまかせ!山田商会（1993年4月23日 - 1996年3月15日、テレビ東京） - 司会
- テレビの王様（1994年4月16日 - 9月24日、TBS） - 司会
- ビートたけしのTVタックル（1994年9月 - 1995年2月、テレビ朝日） - ビートたけしがバイク事故で休養中に代理司会
- 学校では教えてくれないこと!!（1994年11月12日 - 1995年9月9日、フジテレビ） - 司会
- 山田邦子のしあわせにしてよ（1995年4月3日 - 1997年3月28日、TBS） - 司会
- マニア林蔵（1995年10月 - 1996年3月、TBS） - 司会 ※「大山田邦子」名義で出演
- ようこそ!ペットの国（1996年 - 1997年、テレビ東京） - 司会
- 山田邦子のデート型録（TBS） - 司会
- 陽気にカプチーノ（1997年4月5日 - 9月27日、テレビ朝日） - 司会
- 京都ビストロジャーニー（1998年4月 - 1999年3月、テレビ朝日） - 司会
- 今夜もあなたのパートナー・金曜アクセスライン（1999年 - 2001年、NHK教育）
- 邦子のマネー天使（2000年4月2日 - 12月24日、テレビ東京） - 司会
- 絶品!地球まるかじり（2001年10月16日 - 2002年3月19日、テレビ東京）
- パーフェクトH（2002年 - 2005年、LaLa TV） - 司会
- 邦子の Catch on 東京（2002年4月 - 2006年3月25日、TOKYO MX）
- いろはに邦楽（2002年4月1日 - 2009年3月25日、NHK教育） - 司会
- 壮絶バトル!花の芸能界（2003年2月20日 - 9月25日、日本テレビ） - 隔週レギュラー
- ぱっぱ屋（2004年4月 - 2005年3月、メ〜テレ） - 月曜→木曜ゲストMC
- だんちの達人（2004年4月11日 - 2005年3月27日、NHK BS2） - 司会
- 福祉ネットワーク → ハートネットTV（NHK Eテレ）
  - 公開・すこやか長寿（2004年6月30日 - 2012年2月23日） - 司会
  - めざせ!いきいき長寿（2012年6月7日 - 2019年1月17日） - 司会
- 山田邦子の教えて!旅のアレコレ（旅チャンネル） - 司会
- 山田邦子のおすすめツアー徹底紹介（旅チャンネル） - 司会
- おもいッきりDON!（2009年4月1日 - 9月30日、日本テレビ） - 水曜日「邦子の売り出しサンDON!と釣れ」コーナー司会
- 散策のすすめ（JCN） - 隔週レギュラー
- バラいろダンディ（2024年2月5日 - 9月26日、TOKYO MX） - マンスリーアシスタント[126]

スペシャル番組・不定期出演
- 輝け!!人気スターチーム対抗大合戦!（1986年、日本テレビ） - 紅組キャプテン
- 新春かくし芸大会（1986年 - 1995年、フジテレビ） - 特に1995年の「ドラマ・クニコパトラ」は伝説の演目となった。
- みんなのうた（NHK）
  - 「サボテンがにくい」（1988年）
  - 「ちょっとずつ秋」（1989年）
- 全日本そっくり大賞（テレビ東京） - 司会
- なるほど!ザ・ワールド（フジテレビ） - 解答者
- NTVハプニング大賞（1988年4月7日・1990年10月1日・1991年10月4日、日本テレビ） - 司会
- '89鶴ちゃん邦子の松竹梅スペシャル（1989年1月2日、フジテレビ） - 司会
- 邦ちゃん・鶴瓶の新春女性アナ新年会（1992年1月2日、フジテレビ）
- 初詣!爆笑ヒットパレード（1990年、フジテレビ） - 司会
- 花王ファミリースペシャル（関西テレビ）
  - 邦ちゃんに歴史あり!山田邦子誕生から未来まで爆笑(秘)大公開 〜山田邦子芸能生活10周年おめでたバラエティー〜（1990年6月24日）
  - 皆様!私が山田邦子でございます（1991年10月13日）
- 24時間テレビ 「愛は地球を救う」（1990年、日本テレビ） - 総合司会
- テレビ夢列島'91FNN NEWSCOMスペシャル（1991年、フジテレビ） - 露木茂と共にキャスター
- オールスター感謝祭（1991年 - 2013年、TBS）
- こんなクイズがあってもいいじゃないか大賞（1991年12月30日、テレビ朝日） - 司会
- オールスター100人ビンゴクイズ（1991年12月30日・1992年3月23日、テレビ朝日）
- タモリ・山田邦子のヤマモリ音楽ステーション（1992年1月2日、テレビ朝日） - 司会
- 史上最強のバラエティ クイズ100万ボルト（1993年3月28日、テレビ朝日） - 司会
- クイズ日本人の質問 （NHK総合） - ピンチヒッター
- あの人は今!?（1995年 - 2007年3月22日、日本テレビ） - 司会
- はなまるマーケット 「はなまるカフェ」（1996年、TBS） - 第一回ゲスト
- 今夜は寝かせないぞ!年越しスペシャル カウントダウン 超映像タイムカプセル（1996年12月31日、テレビ朝日） - 司会
- 平成邦楽一座（2007年7月22日・8月5日、NHK BS2） - 司会
- ガイロク（街録）（2019年6月5日・2020年6月15日、NHK BSプレミアム）
- きみまろ&邦子のリフォームバンザイ!（2021年8月7日・2022年7月16日、テレビ東京） - 司会
- M-1グランプリ（2022年12月18日・2023年12月24日、ABCテレビ） - 審査員

#### ラジオ番組
- NISSANミッドナイトステーション そこのけ!電リク ザ・ベスト10（1983年4月 - 1984年3月、TBSラジオ）
- 山田邦子の大胆ステキっ!（1987年10月 - 1988年3月、ニッポン放送）
- 邦子とキッチュのTVで遊ぶ(生)ラジオ （1988年10月 - 1989年3月、ニッポン放送）
- 邦子のYAMYAMももテレビ（1989年10月 - 1990年3月、ニッポン放送）
- 山田邦子涙の電話リクエスト（1990年10月 - 1998年3月、ニッポン放送）
- 邦ちゃんサクちゃんのワンダフルりくえすと ヤマダ・マイ・ハウス（1998年4月 - 2001年3月、ニッポン放送）
- 山田邦子ワンダフルモーニング（2001年4月 - 2002年9月、ニッポン放送）
- ショウアップナイターニュース（2002年10月 - 2003年3月、ニッポン放送） - 日曜日担当
- 山田邦子の今夜もおつかれ!（2003年10月 - 2004年3月、ニッポン放送）
- ふぁん☆タメ（? - ?、山梨放送）
- 日曜バラエティー（2008年4月 - 2019年3月、NHKラジオ第1） - 総合司会
- 山田邦子のザ・顔合わせ（2018年4月 - 2019年3月、STVラジオほか）
- ラジオ深夜便 「ミッドナイトトーク」（2019年 - 2021年、NHKラジオ第1） - 午後11時台・翌日午前0時台（偶数月第1月曜担当）
- DNA先端医療presents 山田邦子のルーズベルトな夜（2019年7月5日 - 2021年6月21日、渋谷クロスFM）
- Changeの瞬間 〜がんサバイバーストーリー〜 （2020年4月17日・24日、朝日放送ラジオ）[127]

#### インターネット配信
- 山田邦子のなんなんでショウ（2017年1月16日 - 2020年、SHOWROOM）

### 映画
- バカヤロー!2 幸せになりたい。第四話「女だけトシとるなんて」（1989年、松竹） - 主演・瀬間理恵
- 君は僕をスキになる（1989年、東宝） - 主演・浜田知佳
- 山田ババアに花束を（1990年、東宝） - 主演・山田正子[注釈 4]
- 30 thirty（1997年、パル企画） - 加藤
- ぷりてぃ・ウーマン（2003年、シネカノン） - 日舞の師匠
- 土佐の一本釣り 久礼発 17歳の旅立ち（2014年、アルファヴィル / アールツーエンターテインメント） - 小松フキ
- 怪奇タクシー（2022年、ギグリーボックス） - 二口女の母（特別出演）[128]
- 風が通り抜ける道（2024年、監督：田中壱征、イオンエンターテイメント） - 桜下社長
- わたしのかあさん 天使の詩（2024年、現代ぷろだくしょん） - 竹田信子[129][130]

### 映画吹き替え
- 101（1997年、ディズニー） - クルエラ・デ・ビル
  - 102（2001年、ディズニー） - クルエラ・デ・ビル

### テレビドラマ
- 野々村病院物語（1981年5月 - 11月、TBS） - 畠山初江
  - 野々村病院物語II（198211月年 - 1983年5月、TBS） - 鯨岡好江
- 意地悪ばあさん（1982年10月 - 12月、フジテレビ） - 吉永サヨリ
- 刑事ヨロシク（1982年5月 − 8月、TBS） - 桃子婦警
- 高校聖夫婦（1983年4月 - 9月、TBS） - 早川克子
- 看護婦日記 パートI（1983年8月 - 12月、TBS） - 河内山セキ
- 月曜ドラマランド（フジテレビ）
  - とことんトシコ（1983年11月28日、1984年5月7日） - 主演・トシコ
  - いたずらキャンバスギャル・突撃としこ（1984年11月19日・12月9日） - 主演・としこ
  - 意地悪お手伝いさん（1984年2月27日、7月9日、1985年1月21日、11月25日、1986年6月16日）
- 若草学園物語（1983年4月 - 9月、日本テレビ）
- 大奥（1983年4月 - 1984年3月、関西テレビ） - おとら
- 若き血に燃ゆる〜福沢諭吉と明治の群像（1984年1月2日、テレビ東京）
- 月曜ワイド劇場「家族ゲームII」（1984年3月12日、テレビ朝日）
- 不良少女とよばれて（1984年4月 - 9月、TBS） - 代々木晶子
- ぼくたちの疾走（1984年5月 - 9月、TBS） - 太田
- 暴れ九庵（1984年10月 - 1985年3月、関西テレビ） - おかね
- 結婚物語（1987年2月 - 3月、日本テレビ） - 石野勝子
  - 新婚物語（1988年10月 - 1989年1月、日本テレビ） - 石野勝子
- ガキ大将がやってきた（1987年4月 - 9月、TBS） - 沢田先生
- 連続テレビ小説（NHK総合）
  - ノンちゃんの夢（1988年） - 中川房代
  - あぐり（1997年） - 山神鶴子
- ドラマ23「涙日記」（1988年6月27日 - 30日、TBS） - 主演・城之内清子
- さよなら李香蘭（1989年12月1日・2日、フジテレビ） - 川島芳子
- ドラマチック22（TBS）
  - ちょっとだけ覗かせて・結婚編（1989年10月14日） - 主演
    - ちょっとだけ覗かせて・ホステス編（1990年9月29日） - 主演

  - 空港で待つ女（1989年11月25日） - 主演・松本八重
- トップスチュワーデス物語（1990年4月 - 6月、TBS） - 主演・春野宴
- 外科医有森冴子 第2話（1990年4月21日、日本テレビ）
- ドラマシティ'93「モナリザは二度微笑む」（1993年1月7日） - 主演
- 大河ドラマ（NHK総合）
  - 八代将軍吉宗（1995年）- 浄円院
- 外科医・夏目三四郎（1998年、テレビ朝日） - 姫野ユリ
- 火曜サスペンス劇場「曲がり角の女たち」（2000年7月4日、日本テレビ） - 戸沢圭子
- 女と愛とミステリー「顔のない女 エンバーマー 村上美弥子」（2001年7月8日、テレビ東京） - 今井葉
- 春の時代劇特別企画 暴れん坊将軍（2004年3月29日、テレビ朝日）  - おたき
- 水戸黄門 第33部 第11話（2004年6月28日、TBS） - おかつ
- 土曜ワイド劇場（テレビ朝日）
  - 法医学教室の事件ファイル20（2004年10月23日） - 手塚由恵
  - 混浴露天風呂連続殺人24（2004年12月18日） - 東山苺
- 水曜ミステリー9「北海道警事件ファイル 警部補 五条聖子」（2012年10月24日、テレビ東京） - 田村郁代

### 舞台
- 夢番地一丁目（2000年、三越劇場）
- 夢みる女（2002年、三越劇場）[131]
- 江戸っ子芸者 夢奴奮闘記!（2003年、三越劇場）
- アニー（2008年版、東京公演：青山劇場、大阪公演：シアター・ドラマシティ、愛知公演：愛知県芸術劇場、広島公演：アステールプラザ） - ハニガン 役
- 眠れぬ夜のホンキートンクブルース 第二章 〜復活〜（2014年、東京公演：紀伊国屋サザンシアター、名古屋公演：中村文化小劇場、大阪公演：ABCホール、福岡公演：西鉄ホール）
- Fish story'S 第2回公演「ありがとう。」（2014年、阿佐ヶ谷産業商工会館）
- 眠れぬ夜のホンキートンクブルース 第二章 〜飛躍〜（2015年、東京公演：紀伊国屋ホール、名古屋公演：名古屋市青少年文化センター、福岡公演：西鉄ホール、大阪公演：エル・シアター、仙台公演：イズミティ21小ホール）
- 眠れぬ夜のホンキートンクブルース 第二章 〜キセキ〜（2016年、東京公演：紀伊国屋ホール、札幌公演：わくわくホリデーホール、名古屋公演：名古屋市青少年文化センター、福岡公演：西鉄ホール、広島公演：JMSアステールプラザ中ホール、神戸公演：新神戸オリエンタル劇場、仙台公演：イズミティ21小ホール）
- 演劇集団イヌッコロ第14回本公演「いさめ!池田屋シアター」（2019年、ザ・ポケット）
- 山田邦子芸能生活40周年記念公演 山田邦子の門（2019年、東京公演：紀伊国屋サザンシアター、愛知公演：名古屋市青少年文化センター アートピアホール）
- 眠れぬ夜のライブストーリー〜津田英佑芸能生活30周年記念だってよ!〜（2021年、紀伊國屋ホール）
- 劇団アルファー vol.38「陽炎」（2022年、シアターグリーン BIG TREE THEATER）
- ガレキの城のこどもたち（2023年、新宿シアタートップス）
- CHICACO 2024 Episode1（2024年、東京公演：中目黒キンケロ・シアター、大阪公演：一心寺シアター倶楽） - 主演・相葉ちか子[132][133]
- 日本喜劇人協会 山田邦子新会長就任記念旗揚げ公演「シン・おんな剣劇 仇討ち道中」（2024年11月28日、博品館劇場）
- Room NO.925「ジャニス」（2025年8月20日 - 24日〈予定〉、博品館劇場） - 主演・ジャニス 役[134]

### CM
- チロルチョコ株式会社「チロルチョコ」（1982年）
- 中外製薬（現在はライオンが発売）「バルサン」（1983年） - 桂三枝（現：6代目桂文枝）と共演
- ピップフジモト「ピップエレキバン」（1983年）
- マルイチ 明太子「父ちゃんにナイショ」（1984年）
- 大日本除虫菊「金鳥コックローチS」（1984年）
- 江崎グリコ
  - チョコスナック・猫ふんじゃった（1984年）
  - カプリコ（1986年）
  - つるべ（1987年）
- 東芝「家庭用カラオケ カラオケ天狗」（1985年）
- カシオ計算機 MSX規格パーソナルコンピュータ「MX-10」（1985年）
- ポッカ 「バーモントコーンスープ元気であいさつ」（1985年）
- 関西電力（1988年 - 1989年）
- 大塚製薬「ファイブミニ」（1988年 - 1989年） - 初代イメージキャラクター[注釈 5]
- 富士通「FACOM 新・Kシリーズ」（1988年 - 1989年）[135]
- エーザイ ザーネクリーム（1989年）
- エステアップ（1989年）
- キッコーマン「ぽんずしょうゆ 果汁ごのみ」
- 月桂冠「生酒〈なまざけ〉」（1990年）
- 富士重工業（現：SUBARU）「スバル・レックス660」「スバル・サンバーディアス」（1991年）
- サッポロビール「吟仕込」（1992年）[136]
- 白元（現：白元アース）「ミセスロイド」（1992年）
- 税務署 確定申告（1992年）
- ブラザー工業
- オリエント時計（現：セイコーエプソン）「ジュピター」
- 日本マクドナルド
- 公共広告機構（現：ACジャパン）「邦ちゃんのメッセージ」（2008年度）
- FDR・フレンディア「ドクター・水素水 NEU PREMIUM」
- ヴァーナル「素肌つるつるセット」
- ルアン
  - 「スーパーミリオンヘアー」（2014年）
  - 「SMHヘアファンデーション」
- 厚生労働省 あかるい職場応援団「NO!ハラスメント」（2021年）[137]

### ミュージック・ビデオ
- ゴールデンボンバー「Dance My Generation」（2013年）

## 著書

### 漫画
- 『邦ちゃんの悩み相談① ひとりぼっちのわたし』（1983年、学研、絵：森村あすか）
- 『邦ちゃんの悩み相談② わたしだけの初恋』（1983年、学研、絵：森村あすか）

### 小説
- 『あっかんベーゼ』（1990年、太田出版） ※のち角川文庫
- 『結婚式』（1991年、太田出版） ※のち幻冬舎文庫
- 『セミダブル』（1992年、太田出版） ※のち幻冬舎文庫
- 『一家ランラン』（1993年、太田出版） ※のち幻冬舎文庫
- 『同窓会』（1994年、太田出版） ※のち幻冬舎文庫
- 『結婚物語』（1995年、太田出版） ※のち幻冬舎文庫
- 『好き嫌い』（1996年、太田出版） ※のち幻冬舎文庫
- 『ヘアメイク神井結の芸能界ミステリー案内』（1997年、太田出版）
- 『フェイス』（1998年、太田出版）
- 『レシート』（1999年、太田出版）
- 『成田空港物語』（1999年、太田出版）
- 『マリッジ・ブルー』（2000年、太田出版）
- 『オバサン・レディ』（2001年、太田出版）

### 随筆
- 『センセーショナル邦子 ギャグダンス 気分はいつもクニコビサイズ』（1983年、ダイナミックセラーズ）
- 『ホホホのほ』（1987年、太田出版、共著：森瑶子） ※のち角川文庫
- 『私のリカちゃん』（1994年、集英社）
- 『邦子のリサイクル大好き!』（1998年、日本放送出版協会）
- 『こんなはずじゃなかった』（1999年、毎日新聞社）
- 『邦子の「しあわせ」哲学』（2003年、海竜社）
- 『大丈夫だよ、がんばろう! 私も、乳がんと闘っています』（2008年、主婦と生活社）
- 『生き抜く力』（2021年、祥伝社新書）

## 関連書籍
- クニコ・カルチャー・クラブ編 『山田邦子大研究』（1990年、青弓社）
- 山田昭子 『人生なんてドンマイ』（1997年、講談社）[注釈 6]

## 連載
- スポーツ報知 「山田邦子の釣りウキウキ」
- 笑芸人 読み切り漫画「クー子とニー子の○○」（白夜書房）
- つり丸（マガジン・マガジン）
- ライフライン21 がんの先進医療 「山田邦子のがんとのやさしい付き合い方」（蕗書房）
- 日刊ゲンダイ 「山田邦子 人生いろいろ」（2020年4月 - 2022年11月）

## ゲーム
- クニちゃんのゲーム天国（1991年11月22日、セガ ゲームギア用ソフト）
- クニちゃんのゲーム天国 Part2（1992年12月18日、セガ ゲームギア用ソフト）

## CD・DVD

### LP
- 山田邦子ファースト（1982年5月1日、ビクター音楽産業）
- 贅沢者（1982年12月5日、ビクター音楽産業）

### CD
- CD FILE 山田邦子（1990年9月21日、ビクター音楽産業）
- 山田邦子 ファースト（1994年、ビクターエンタテインメント）
- 山田邦子 GOLDEN☆BEST 〜『贅沢者』コレクション（2009年9月16日、ビクターエンタテインメント）[138]
- ザ・山田邦子カーニバル!（2022年10月12日、テイチクエンタテインメント）[139]

### DVD
- フジテレビ50周年記念 やまだかつてないDVD（2009年、ポニーキャニオン）
- 山田邦子の特殊詐欺から財産を守る4つのポイント（2024年、映学社）[140]

## 代表曲
1. 邦子のかわい子ぶりっ子（バスガイド篇）（1981年12月5日）
作詞は山田邦子、作曲・編曲は渡辺直樹で、演奏はスペクトラムが担当[注釈 7]。シックの「グッド・タイムズ（英語版）」をベースにしたと思われるファンクチューンに当時の持ちネタ「バスガイドネタ」のギャグを乗せていく形で、日本の元祖ラップと見る向きもある[141]。山田によると、スペクトラムのアルバム『SPECTRUM BRASSBAND CLUB』にバスガイド役で参加した際に、渡辺から「君すごい面白いからレコード出そうよ」と誘われ、これを聴いて詩を書いてくるようにと渡されたのがブロンディの「ラプチュアー」だった。書いた詩を見た渡辺に「どうやって聴いたらこういうのができるの?」と言われたが、面白いのでそのまま使用することになったという。
アルバムバージョンでは歌詞の2番と3番の間奏部分などでバスの運転手に扮したビートきよしとの掛け合いが入っている。他にアルバムには再生スピードを遅らせた冒頭部分を流すだけの「邦子のかわい子ぶりっ子（オカマ篇）」を収録。シングルのB面は山田の合いの手だけが入っているインストゥルメンタル「邦子のかわい子ぶりっ子（はげましの声入りカラオケ）」になっている。
2. つっぱりハイティーン・ガール（1982年5月1日）
3. 邦子のアンアン小唄（1982年8月5日）
大瀧詠一作曲。元々は小高恵子に書いた「アンアン小唄」である。小高が引退したため未発表となり、作詞者の伊藤アキラが歌詞を手直しして伊集加代が歌ったバージョンが最初に発売された。また、CBS・ソニーのディレクターだった白川隆三によって、みわこ（やまがたすみこの別名）が小高版の歌詞でカバーしたバージョンが製作されたがプロモーション盤のみとなった。
アルバムバージョンでは通常に歌っているが、シングルバージョンでは再度歌詞が手直しされ、がなって歌っている。後に「玉カルのアンアン小唄」としてこの歌をカバーする玉川カルテットと共演している。
4. 哲学しよう（1982年12月5日）
5. ひょうきん絵書き歌（1983年3月5日）
ポーランド民謡「森へ行きましょう（Szła dzieweczka）」の替え歌。シングルB面は同曲のライブ版。
6. マドンナ（1983年10月18日）
7. ネコふんじゃった（1984年9月21日） - グリコ「ネコふんじゃった」CMソング
8. Top Secret（1985年3月21日）
9. “T”intersection 〜あなたに戻れない〜（1990年7月21日）
やまだかつてないWinkとして。
作詞：山田邦子、作曲：MALTA
10. どうするの赤坂（1990年12月5日）
高嶋政伸とのデュエット。
名義は「山田邦子,高嶋政伸」
作詞：山田邦子、作曲：高槻真裕
11. さよならだけどさよならじゃない（1991年2月21日）
やまだかつてないWinkとして。
山田邦子最大のヒット曲である。
作詞：山田邦子、作曲：KAN、編曲：小林信吾
12. 涙の贈り物（1993年）
桜庭亮平とのデュエット。名義は「KUNY AND RYO」
作詞：山田邦子、作曲：中西圭三
13. ちょーどいいのがNo.1（1994年3月16日）
渡辺徹とのデュエット。名義は「邦子&徹」。
C/W曲は「My Destiny」で、両曲ともオリジナルカラオケが収録されている。
この曲で『ミュージックステーション』にも出演した。
作詞：山田邦子、作曲：小杉保夫